# Colonia 2 de Agosto
Colonia 2 de Agosto är en ort i Mexiko.   Den ligger i kommunen Tulancingo de Bravo och delstaten Hidalgo, i den sydöstra delen av landet, 110 km nordost om huvudstaden Mexico City. Colonia 2 de Agosto ligger 2 316 meter över havet och antalet invånare är 350.
Terrängen runt Colonia 2 de Agosto är kuperad åt sydost, men åt nordväst är den platt. Terrängen runt Colonia 2 de Agosto sluttar västerut. Runt Colonia 2 de Agosto är det ganska tätbefolkat, med 108 invånare per kvadratkilometer. Närmaste större samhälle är Tulancingo, 2,8 km väster om Colonia 2 de Agosto. I omgivningarna runt Colonia 2 de Agosto växer huvudsakligen savannskog.